# Phragmocephala cookei
Phragmocephala cookei är en svampart som beskrevs av E.W. Mason & S. Hughes 1951. Phragmocephala cookei ingår i släktet Phragmocephala, divisionen sporsäcksvampar och riket svampar.   Inga underarter finns listade i Catalogue of Life.